# سیاهرگ‌های پایه‌مهره‌ای
سیاهرگ‌های پایه‌مهره‌ای (انگلیسی: Basivertebral veins) سیاهرگ‌هایی بزرگ و پرپیچ‌وخم در استخوان ترابکولار (تورتیغه‌ای) تنهٔ مهره‌ها هستند که به شبکهٔ سیاهرگی مهره‌ای درونی و بیرونی تخلیه می‌شوند.
این سیاهرگ‌ها به‌صورت افقی از پیکرهٔ مهره از طریق سوراخ‌هایی در استخوان خارج می‌شوند. در بخش پیشین، به شبکهٔ سیاهرگی مهره‌ای بیرونی تخلیه می‌گردند؛ در حالی که در بخش پشتی، از طریق رگ‌های عرضی که دو رگ عمودی شبکهٔ سیاهرگی درونی پیشین را در خط میانی به هم پیوند می‌دهند، به شبکهٔ سیاهرگی درونی پیشین مهره‌ای تخلیه می‌شوند.

## کالبدشناسی
این سیاهرگ‌ها در مجراهای بزرگ و پرپیچ‌وخم در بافت استخوانی تنهٔ مهره‌ها جای دارند، شبیه به مجراهایی که در استخوان میانگیر کاسه مغز دیده می‌شود. در بخش‌های پیشین و جانبی، از طریق سوراخ‌های کوچکی از پیکرهٔ مهره بیرون می‌آیند و به شبکهٔ سیاهرگی بیرونی تخلیه می‌شوند، در حالی که در بخش پشتی، به یک مجرای واحد (که گاه در انتهای آن دوشاخه است) همگرا شده و به شبکهٔ سیاهرگی درونی تخلیه می‌گردند. رباط طولی پشتی در این ناحیه باریک‌تر است و اتصال محکمی به پیکره‌های مهره‌ای ندارد (در مقایسه با روی دیسک‌های بین‌مهره‌ای) تا امکان عبور سیاهرگ‌های پایه‌مهره‌ای فراهم شود.
سیاهرگ‌های پایه‌مهره‌ای، شاخه‌های اصلی شبکهٔ سیاهرگی مهره‌ای درونی هستند.

### رشد
در سنین بالا، سیاهرگ‌های پایه‌مهره‌ای بزرگ‌تر می‌شوند.

## اهمیت بالینی
نامشخص است که آیا سیاهرگ‌های پایه‌مهره‌ای دارای دریچه‌های سیاهرگی عملکردی هستند یا نه؛ جریان خون در این سیاهرگ‌ها ممکن است معکوس‌پذیر باشد، که نشان‌دهندهٔ سازوکار احتمالی برای گسترش دگرجای سرطان‌هایی مانند سرطان پروستات به ستون مهره‌ها در هنگام معکوس شدن گذرای جریان خون است (برای نمونه در زمان افزایش فشار درون شکمی یا در هنگام تغییر وضعیت بدن).